# 中華民國內政部
內政部是中華民國行政院下设主管內政事務的行政机关。其業務範圍涵括民事（人口、戶政、地政、地制、役政、宗教、殯葬、禮俗祭儀、人民團體管理、國家公園管理、國土規劃）和警务（社會治安、警察、移民、災害防救、消防），在民间有「天下第一部」之稱。

## 歷史
- 1906年（光緒32年），清朝巡警部更名「民政部」。
- 1912年1月3日，依《中華民國臨時政府組織大綱》成立中華民國臨時政府內閣，中華民國大總統下設立「內務部」，首長稱為內務總長，取代清政府的民政部。3月12日，依《中華民國臨時約法》成立北洋政府內閣，國務院下依舊設置「內務部」（直至1928年6月3日北洋政府結束，國務院解散）。
- 1917年8月25日－1925年7月1日的廣州護法軍政府，內閣也設置「內務部」（1921年曾改為內政部，1923年又改回內務部）。
- 1927年4月18日，南京成立的國民政府將內務部改為「民政部」。
- 1928年2月7日，國民政府改組，民政部改為「內政部」。
- 1928年5月14日，國民政府公布《著作權法》，著作權主管機關為內政部。
- 1935年4月，原衛生部併入內政部，成為「內政部衛生署」（1971年成立的「行政院衛生署」的前身）。
- 1949年3月，原地政部併入內政部，成為地政司。原社會部併入內政部，社會福利業務成立「社會司」，勞工業務成立「勞工司」（1987年成立的「行政院勞工委員會」的前身）。
- 1999年1月26日，內政部著作權保護業務移交經濟部智慧財產局。
- 1999年7月1日因精省，內政部承接原臺灣省政府民政廳、臺灣省政府兵役處、臺灣省政府社會處、臺灣省合作事業管理處、臺灣省政府地政處而增設「內政部中部辦公室」。
- 2013年7月23日，原行政院衛生署升格為衛生福利部後，原「內政部兒童局」整併社會司部份業務改制為衛生福利部社會及家庭署。
- 2014年9月2日，「行政院消費者保護會」搬離以後由內政部使用的基河大樓（臺北市士林區基河路12號）改為「內政部基河檔案大樓」，於本日由內政部主任秘書翁文德與內政部總務司司長林清淇共同揭牌啟用，存放歷年內政史料檔案[2]。
- 2015年1月2日，原內政部入出國及移民署更名為內政部移民署。
- 2022年5月5日，行政院院會通過《內政部組織法修正草案》、《內政部國土管理署組織法草案》、《內政部消防署組織法草案》及《內政部國家公園組織法草案》。內政部營建署將整併國土管理相關機關改制為「國土管理署」，原國家公園管理業務另成立「國家公園署」；配合兵役政策調整，役政署降編內政部本部業務單位[3]。
- 2023年5月26日，立法院三讀通過《內政部組織法修正草案》。[4]
- 2023年6月9日，公布修正《內政部組織法》。
- 2023年9月20日，內政部新組織架構施行，原所屬機關營建署整併改制為國土管理署、原營建署國家公園業務整合新設國家公園署、役政署降編為役政司、其他機關進行組織微調。

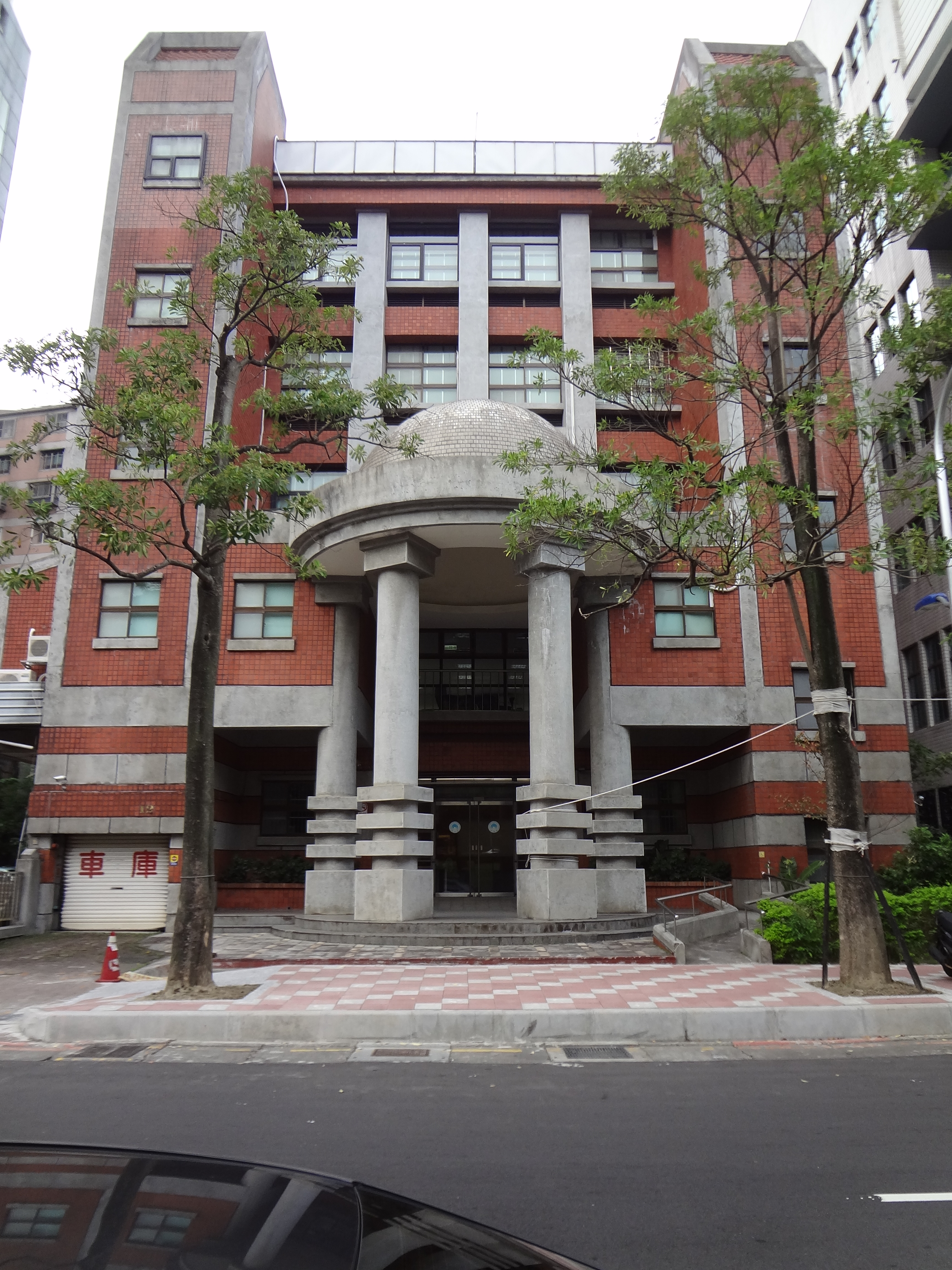
內政部基河檔案大樓

## 組織架構

### 部本部
部本部机构设置为：
- 部長（1名，特任）
  - 政務次長（2名，比照簡任第十四職等）
  - 常務次長（1名，簡任第十四職等）
    - 主任秘書（1名，簡任第十二職等）
    - 參事（11名，簡任第十二職等）
    - 司長（8名，簡任第十二職等）
    - 處長（2名，簡任第十二職等）
    - 主任（1名，由役政司司長兼任）
    - 副司長（9名，簡任第十一職等）
    - 副處長（2名，簡任第十職等）
    - 副主任（1名，簡任第十一職等）
    - 專門委員（25名，簡任第十職等至第十一職等）
    - 高級分析師（2名，簡任第十職等至第十一職等）
      - 科長（72名，薦任第九職等）
      - 秘書（5名，薦任第八職等至第九職等）（內2人得列簡任第十職等至第十一職等）
      - 視察（72名，薦任第八職等至第九職等）（內21人得列簡任第十職等至第十一職等）
      - 技正（8名，薦任第八職等至第九職等）（內1人得列簡任第十職等至第十一職等）
      - 專員（86名，薦任第七職等至第九職等）
      - 分析師（12名，薦任第七職等至第九職等）
      - 設計師（17名，薦任第六職等至第八職等）
      - 科員（187名，委任第五職等或薦任第六職等至第七職等）
      - 技士（8名，委任第五職等或薦任第六職等至第七職等）
        - 助理員（28名，委任第四職等至第五職等）（內14人得列薦任第六職等）
        - 技佐（2名，委任第四職等至第五職等）（內1人得列薦任第六職等）
        - 助理設計師（6名，委任第四職等至第五職等）（內3人得列薦任第六職等）
        - 辦事員（2名，委任第三職等至第五職等）
        - 書記（4名，委任第一職等至第三職等）

### 部內單位
行政單位
- 秘書處
- 人事處
- 政風處
- 會計處
- 統計處
- 法制處
- 替代役訓練及管理中心

業務單位
- 民政司
- 戶政司
- 地政司
- 役政司
- 合作及人民團體司
- 宗教及禮制司
- 資訊服務司
- 綜合規劃司

任務編組
- 中部辦公室
- 採購稽核小組
- 工程施工查核小組

### 附屬機關（構）
此處各機關的等級，係依照《中央行政機關組織基準法》規定之級別來區分，不含警政署附屬四級機構與附屬臺灣警察專科學校。
三級機關（構）
- 警政署
- 消防署
- 移民署
- 國土管理署
- 國家公園署
- 新住民發展署(尚未成立)
- 中央警察大學
- 空中勤務總隊
- 建築研究所

直屬四級機關（構）
- 國土測繪中心
- 土地重劃工程處

行政法人
- 國家住宅及都市更新中心

## 個資外洩事件
新聞媒體民報報導一位網路ID名為OKE的網友在2022年10月21日將臺灣2300萬人民的戶政資料公布在論壇Breached。10月29日中華民國內政部澄清外洩的資料格式與內政部的系統不符合，相關資料並不是從內政部外洩。10月30日內政部長徐國勇接受新聞採訪時表示已經將案件移送到檢察機關調查。

## 外部鏈結
- 官方网站
- 中華民國內政部在Flickr上的页面